# 安大略410號省道
安大略410號省道（英語：Ontario Highway 410），正式名稱為國王410號公路（King's Highway 410），是加拿大安大略省一條400系列高速公路，南端在密西沙加與401號和403號公路交匯，北端則在卡里冬（Caledon）南部駁上非高速公路資格的10號公路，中途在賓頓與407號公路交匯，目前全線位於皮爾區境内。410號公路的走線呈東南－西北走向，但在指示牌上則標為南北走向。

## 走線

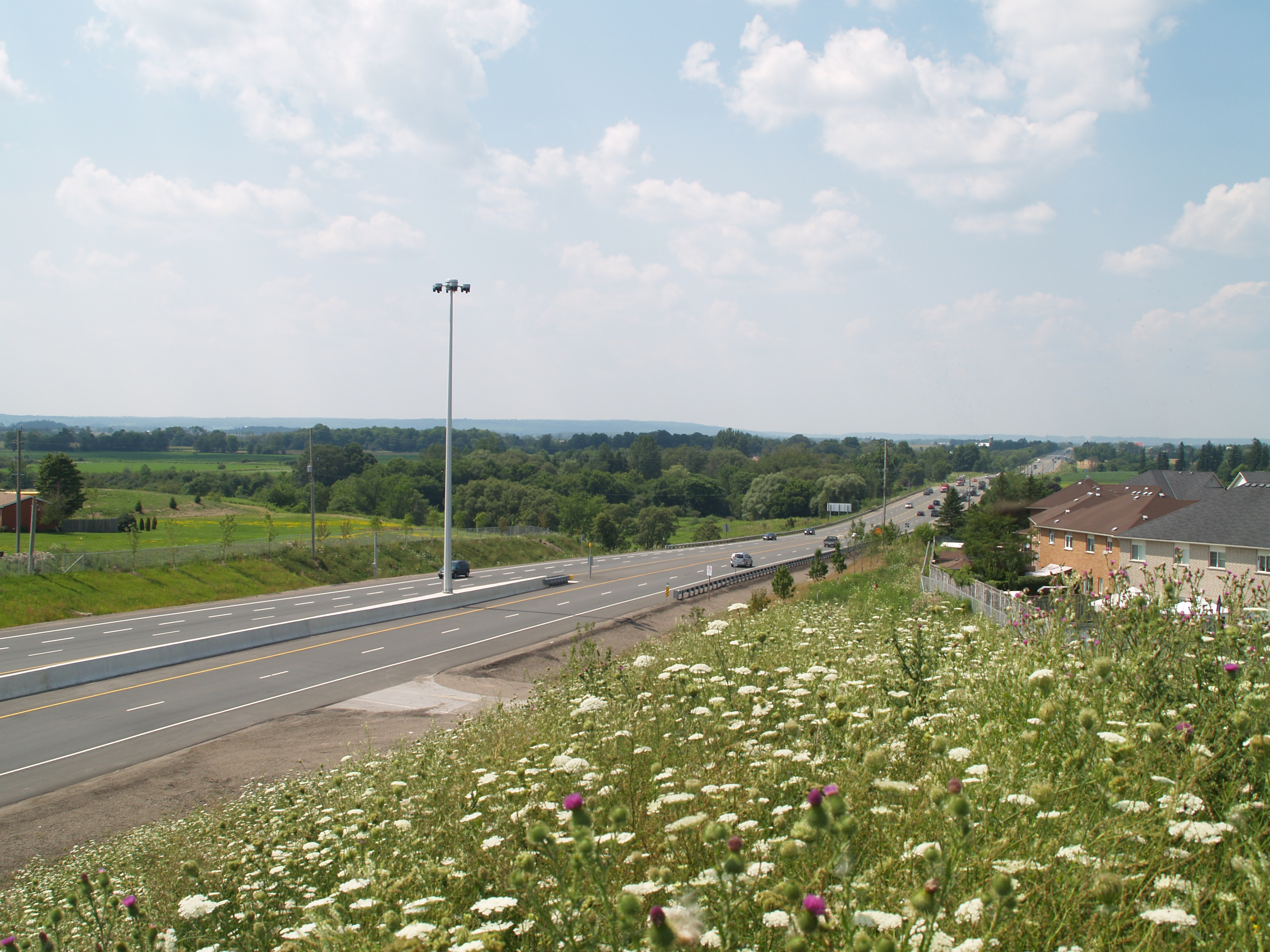
410號公路北端駁上10號公路

410號公路南端在密西沙加與401號公路交匯，其走線往南伸延成為403號公路。410號公路在此交匯處起往西北伸延，與歌特尼公園徑（Courtneypark Drive）和德里道（Derry Road）交匯後進入賓頓市，並與407號公路交匯。公路在此稍往北拐，與士刁士大道東交匯後則繼續往西北伸延，再先後與克拉克大道（Clark Boulevard）、女王街東（Queen Street East）、威廉斯園林路（Williams Parkway）和波維爾德徑（Bovaird Drive）交匯。介乎女王街和波維爾德徑的路段過去曾與7號公路共構。
公路在波維爾德徑以北稍往右方拐，並從右邊掠過心湖保育區（Heart Lake Conservation Area），與美菲爾德道（Mayfield Road）交匯後進入卡里冬鎮並往左方拐90度，與華麗活大道（Valleywood Drive）交匯後再往右方拐90度。410號公路編號在此處告終，而此處亦同時為10號公路的南端起點。10號公路從此處起往西北經奧蘭治維爾伸延至奧雲灣，全線為非分隔公路資格。

## 歷史

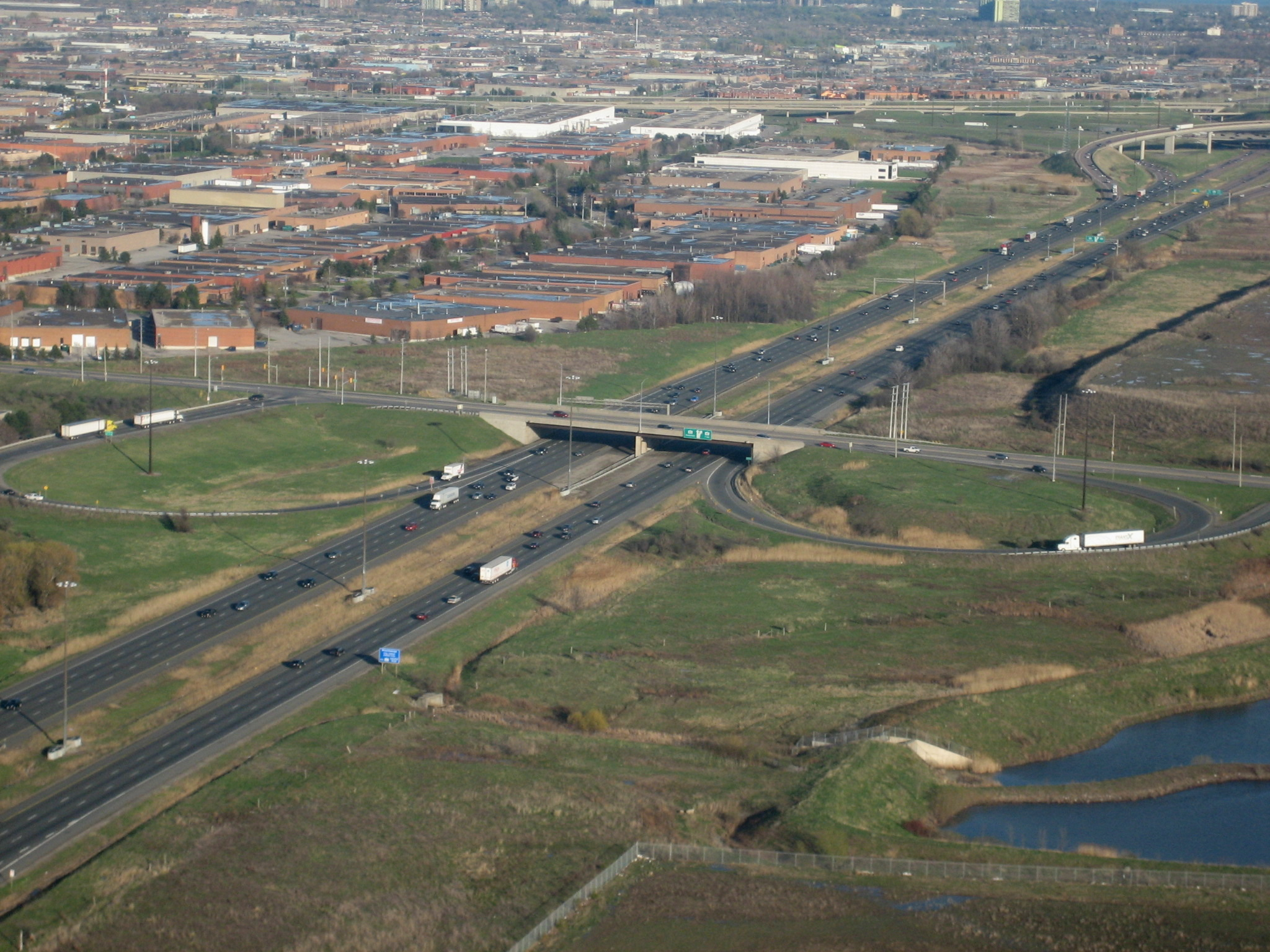
410號公路與歌特尼公園徑的交匯處

隨著賓頓於1960年代末急速發展，當局亦於同期展開410號公路的規劃工序。安省公路部於1965年5月25日公佈《多倫多地區西部公路規劃研究報告》，提出在皮爾區和荷頓區建設數條新公路及將數條固有公路擴濶，當中包括10號公路。然而，該研究報告沒有提及賓頓鎮議會倡議興建的貨車繞道。時任賓頓鎮長布賴頓（William H. Brydon）於1969年向公路部提出將心湖道（Heart Lake Road）走線改建成該貨車繞道，並將之往南伸延至401號公路；而布賴頓的繼任人阿治迪勤（Jim Archdekin）則於翌年宣佈與公路部長戈姆（George Gomme）商討繞道的走線。公路部在往後數月就此進行研究，並於8月發表報告。
來自賓頓的戴維斯（Bill Davis）就任安大略省省長後，正式啓動沿心湖道走廊興建410號公路的項目。介乎10號公路（曉倫大略街）和427號公路之間的一段401號公路於1975年起從來回六線行車擴濶至八線，而當局亦於同期加設連接心湖道和401號公路的交流道。心湖道在往後年間改建成與其他道路立交的公路，介乎401號公路和賓頓女王街的路段於1978年11月15日開通，並同時正式編號為410號公路，但來回方向合共只得兩條行車線。
當局其後動工擴濶410號公路，先在1983年完成跨越怡陶碧谷溪（Etobicoke Creek）東支流的溝道和克拉克大道的交匯處，再於翌年批出合約興建跨越奧倫達道（Orenda Road）以南加拿大國家鐵路軌道的來回方向行車橋以及女王街交匯處，分別於1984年末和1985年末完成。波維爾德徑交匯處亦於1985年動工，1986年夏季完成。到了1988年，介乎士刁士大道和波維爾德徑的路段來回合共兩條行車線開通。
當局從1987年起將未來407號公路以南的路段從來回兩線行車擴濶至六線，同時動工興建士刁士大道以北的410號公路南行線，到1990年則動工興建歌特尼公園徑交匯處。到1991年中，介乎401號公路和波維爾德徑的410號公路已告完成。此外，當局在改建401號公路成長途線和短途線分隔行車安排（collector-express system）的同時亦改建401號和410號公路的交匯處；該交匯處首條交流道於1990年8月28日開通，餘下的交流道則於同年年終前分階段通車。該交匯處連接403號和410號公路的交流道則於1991年秋季動工，1992年11月2日開通，耗資730萬元興建。

### 延伸

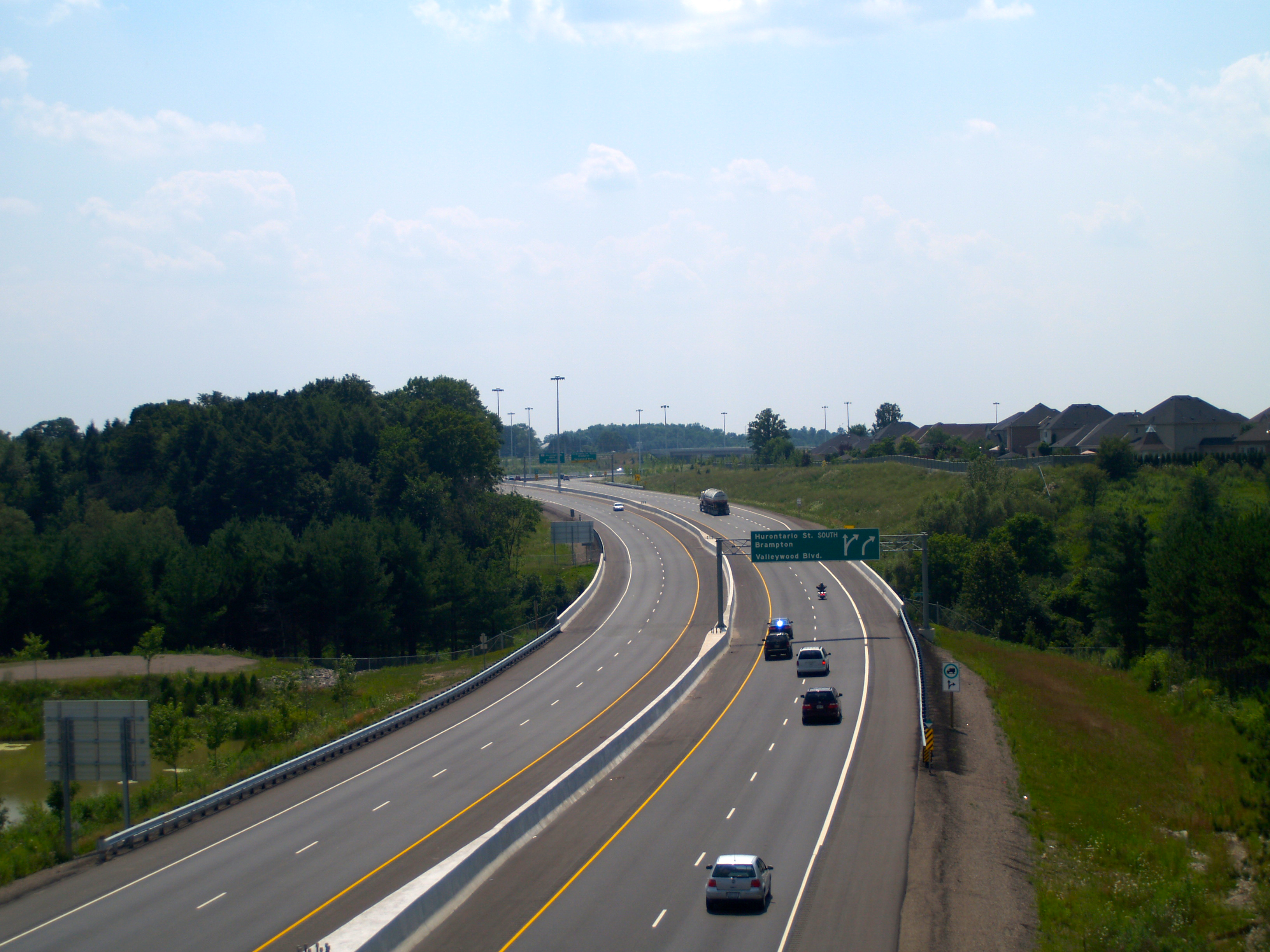
410號公路的延伸路段

省府於1980年代進行410號公路項目工程時，便已計劃興建波維爾德徑至曉倫大略街之間的路段，但路段到2003年才動工興建。此延線項目的環境評估研究於1995年10月啓動，並於1997年3月5日獲環境廳長認可。運輸廳在往後年間進行項目具體設計工序，而省長伊夫斯（Ernie Eves）則於2003年6月23日正式宣佈動工興建延線。首階段介乎波維爾德徑至仙杜活園林路（Sandalwood Parkway）的工程隨即展開，而第二階段介乎仙杜活園林路和美菲爾德道的路段則於2006年5月15日動工。該兩路段的北行線於2007年9月初開通，南行線則於同月月尾通車。第三階段介乎美菲爾德道和曉倫大略街之間的路段則於2007年8月動工，2009年11月16日通車。

## 未來發展
省府於2014年9月宣佈擴建410號公路介乎賓頓市女王街和401號公路之間的路段，各方向增加一條普通行車線和一條高乘載車輛專線，令來回方向行車線總數從六條增至十條。當局又計劃同時改建410號公路與401號和403號公路之間的交匯處，增設兩條新交流道。工程合約總值1億5670萬加元，暫定於2018年秋季完工。

## 出口列表
下列為410號公路沿線的出入口，排序從南至北。此公路全線坐落皮爾區境内。
| 城鎮               | 公里 | 出口編號                  | 目的地                                            | 附註                    |
| ------------------ | ---- | ------------------------- | ------------------------------------------------- | ----------------------- |
| 往南駁上 403號省道 |      |                           |                                                   |                         |
| 密西沙加           | 0.0  | -                         | 401號省道 – 倫敦、多倫多                          |                         |
| 密西沙加           | 1.9  | 2                         | 東歌特尼公園徑 /                                  | 北行出口及南行入口      |
| 密西沙加           | 3.4  | 3                         | 皮爾區5號區道（德里道 / ）                        |                         |
| 賓頓               | 4.9  | 5                         | 407號省道                                         |                         |
| 賓頓               | 7.0  | 7                         | 皮爾區15號區道（士刁士大道 / ）                   |                         |
| 賓頓               | 9.4  | 9                         | 克拉克大道 /                                      | 北行出口及南行入口      |
| 賓頓               | 10.0 | 10                        | 皮爾區107號區道（女王街 / ）                      | 舊有7號省道共構路段南端 |
| 賓頓               | 11.6 | 12                        | 威廉斯園林路 /                                    |                         |
| 賓頓               | 13.1 | 13                        | 皮爾區107號區道 / 皮爾區10號區道（波維爾德徑 / ） | 舊有7號省道共構路段北端 |
| 賓頓               | 14.9 | 15                        | 仙杜活園林路 /                                    |                         |
| 賓頓               | 17.6 | 18                        | 皮爾區14號區道（美菲爾德道 / ）                   |                         |
| 卡里冬             | 17.6 | 18                        | 皮爾區14號區道（美菲爾德道 / ）                   |                         |
| 20.3               | 21   | 曉倫大略街 / 華麗活大道 / |                                                   |                         |
| 往北駁上 10號省道  |      |                           |                                                   |                         |

## 外部連結
- 410號公路走線（谷歌地圖）